# Campeonato Brasileiro Série B 2025
Il Campeonato Brasileiro Série B 2025 sarà la 44ª edizione del Campeonato Brasileiro Série B.

## Squadre partecipanti
| Squadra              | Città            | Stato          |
| -------------------- | ---------------- | -------------- |
| Amazonas             | Manaus           | Amazonas       |
| América-MG           | Belo Horizonte   | Minas Gerais   |
| Athletic             | São João del-Rei | Minas Gerais   |
| Atl. Goianiense      | Goiânia          | Goiás          |
| Athl. Paranaense     | Curitiba         | Paraná         |
| Avaí                 | Florianópolis    | Santa Catarina |
| Botafogo-SP          | Ribeirão Preto   | San Paolo      |
| Chapecoense          | Chapecó          | Santa Catarina |
| Coritiba             | Curitiba         | Paraná         |
| CRB                  | Maceió           | Alagoas        |
| Criciúma             | Criciuma         | Santa Catarina |
| Cuiabá               | Cuiabá           | Mato Grosso    |
| Ferroviária          | Araraquara       | San Paolo      |
| Goiás                | Goiânia          | Goiás          |
| Grêmio Novorizontino | Novo Horizonte   | San Paolo      |
| Operário-PR          | Ponta Grossa     | Paraná         |
| Paysandu             | Belem            | Pará           |
| Remo                 | Belem            | Pará           |
| Vila Nova            | Goiânia          | Goiás          |
| Volta Redonda        | Volta Redonda    | Rio de Janeiro |

## Allenatori
| Squadra              | Allenatore                                              |
| -------------------- | ------------------------------------------------------- |
| Amazonas             | - Eduardo Barros - Guilherme Alves - Márcio Zanardi     |
| América-MG           | - William Batista - Enderson Moreira - Alberto Valentim |
| Athletic             | - Roger Silva - Rui Duarte                              |
| Atl. Goianiense      | - Cláudio Tencati - Fábio Matias - Rafael Lacerda       |
| Athl. Paranaense     | - Maurício Barbieri - Odair Hellmann                    |
| Avaí                 | - Enderson Moreira - Jair Ventura                       |
| Botafogo-SP          | - Márcio Zanardi - Allan Aal                            |
| Chapecoense          | - Gilmar Dal Pozzo                                      |
| Coritiba             | - Mozart                                                |
| CRB                  | - Eduardo Barroca                                       |
| Criciúma             | - Zé Ricardo - Eduardo Baptista                         |
| Cuiabá               | - Guto Ferreira - Eduardo Barros                        |
| Ferroviária          | - Vinícius Bergantin                                    |
| Goiás                | - Jair Ventura - Vagner Mancini                         |
| Grêmio Novorizontino | - Umberto Louzer                                        |
| Operário-PR          | - Bruno Pivetti - Alex                                  |
| Paysandu             | - Luizinho Lopes - Claudinei Oliveira                   |
| Remo                 | - Daniel Paulista - António Oliveira                    |
| Vila Nova            | - Rafael Lacerda - Luizinho Lopes - Paulo Turra         |
| Volta Redonda        | - Rogério Corrêa                                        |

## Classifica
|  | Pos. | Squadra              | Pt | G | V | N | P | GF | GS | DR |
|  | ---- | -------------------- | -- | - | - | - | - | -- | -- | -- |
|  | 1    | Amazonas             | 0  | 0 | 0 | 0 | 0 | 0  | 0  | 0  |
|  | 2    | América-MG           | 0  | 0 | 0 | 0 | 0 | 0  | 0  | 0  |
|  | 3    | Athletic             | 0  | 0 | 0 | 0 | 0 | 0  | 0  | 0  |
|  | 4    | Atl. Goianiense      | 0  | 0 | 0 | 0 | 0 | 0  | 0  | 0  |
|  | 5    | Athl. Paranaense     | 0  | 0 | 0 | 0 | 0 | 0  | 0  | 0  |
|  | 6    | Avaí                 | 0  | 0 | 0 | 0 | 0 | 0  | 0  | 0  |
|  | 7    | Botafogo-SP          | 0  | 0 | 0 | 0 | 0 | 0  | 0  | 0  |
|  | 8    | Chapecoense          | 0  | 0 | 0 | 0 | 0 | 0  | 0  | 0  |
|  | 9    | Coritiba             | 0  | 0 | 0 | 0 | 0 | 0  | 0  | 0  |
|  | 10   | CRB                  | 0  | 0 | 0 | 0 | 0 | 0  | 0  | 0  |
|  | 11   | Criciúma             | 0  | 0 | 0 | 0 | 0 | 0  | 0  | 0  |
|  | 12   | Cuiabá               | 0  | 0 | 0 | 0 | 0 | 0  | 0  | 0  |
|  | 13   | Ferroviária          | 0  | 0 | 0 | 0 | 0 | 0  | 0  | 0  |
|  | 14   | Goiás                | 0  | 0 | 0 | 0 | 0 | 0  | 0  | 0  |
|  | 15   | Grêmio Novorizontino | 0  | 0 | 0 | 0 | 0 | 0  | 0  | 0  |
|  | 16   | Operário-PR          | 0  | 0 | 0 | 0 | 0 | 0  | 0  | 0  |
|  | 17   | Paysandu             | 0  | 0 | 0 | 0 | 0 | 0  | 0  | 0  |
|  | 18   | Remo                 | 0  | 0 | 0 | 0 | 0 | 0  | 0  | 0  |
|  | 19   | Vila Nova            | 0  | 0 | 0 | 0 | 0 | 0  | 0  | 0  |
|  | 20   | Volta Redonda        | 0  | 0 | 0 | 0 | 0 | 0  | 0  | 0  |

Legenda 2026:
      Promosse in Série A
      Retrocesse in Série C
Note:
Tre punti a vittoria, uno a pareggio, zero a sconfitta.